# Cynwyd
Cynwyd är en ort och community i Storbritannien.   Den ligger i kommunen Denbighshire och riksdelen Wales, i den södra delen av landet, 270 km nordväst om huvudstaden London. Antalet invånare är 542.